# 織田信浮
織田 信浮（おだ のぶちか）は、江戸時代中期から後期にかけての大名。出羽国高畠藩初代藩主。官位は従五位下・越前守、左近衛将監。

## 生涯
丹波国柏原藩分家・高家旗本・織田信栄（織田高長の三男・長政の子孫）の五男として誕生。
明和4年（1767年）8月21日、明和事件により、幕府は上野国小幡藩7代藩主・織田信邦に蟄居隠居を命じた。また、信邦の仮養子であった実弟の信浮に家督の相続を許可したが、陸奥国信夫郡、出羽置賜郡、出羽村山郡内2万石への転封を命じた。翌年11月15日出羽置賜郡高畠村に陣屋を構える許可を得る。なお、寛政12年（1800年）12月25日、幕府は信夫郡・村山郡内の領地9920石余を収公、村山郡内に替地を与えた。この替地により、領地の大部分が村山郡内に集中することになった。
明和7年（1770年）11月15日、10代将軍・徳川家治に御目見する。明和8年（1771年）6月25日、藩主として初めてお国入りする許可を得る。安永元年（1772年）12月18日、従五位下・越前守に叙任する。なお、明和事件の処罰により、信浮以降の織田家の当主は、大広間詰といった国主並の待遇や従四位下・侍従への官位昇進といった優遇措置を受けられなくなった。信浮は明和事件で失った家格と旧領の回復を願うばかりで、藩政に見るべきものはなかったといわれる。逆に天明の大飢饉や文化7年（1810年）の高畠陣屋焼失などの災難に見舞われた。
文政元年（1818年）11月19日、死去。享年68。

## 系譜
「羽前天童織田家譜」によれば子女は10男9女。
父母
- 織田信栄（実父）
- 織田信邦（養父）

正室、継室
- 一柳末栄の長女後に離縁（正室）
- 智恵子 ー 相馬恕胤次女（継室）死別
- 光子 ー 小笠原長恭長女（継々室）

子女
- 稲葉通貫[1]（次男）
- 織田信美（九男）生母は光子（継々室）
- 津田長郷（十男）
- 喜姫（長女） ー 田沼意明正室後に井上正甫継々室